# خانبلاغي
خانبلاغي (بالإنجليزية: Khan Bolaghi)‏ هي مستوطنة تقع في قسم اجارود المركزي الريفي في إيران. يقدر عدد سكانها بـ 186 نسمة .